# Дмитрівська церква (Журавники)
Дмитрівська церква — православна церква Святого Дмитра у селі Журавники, Горохівського району, що на Волині. Побудована на початку XX століття.

## Історія

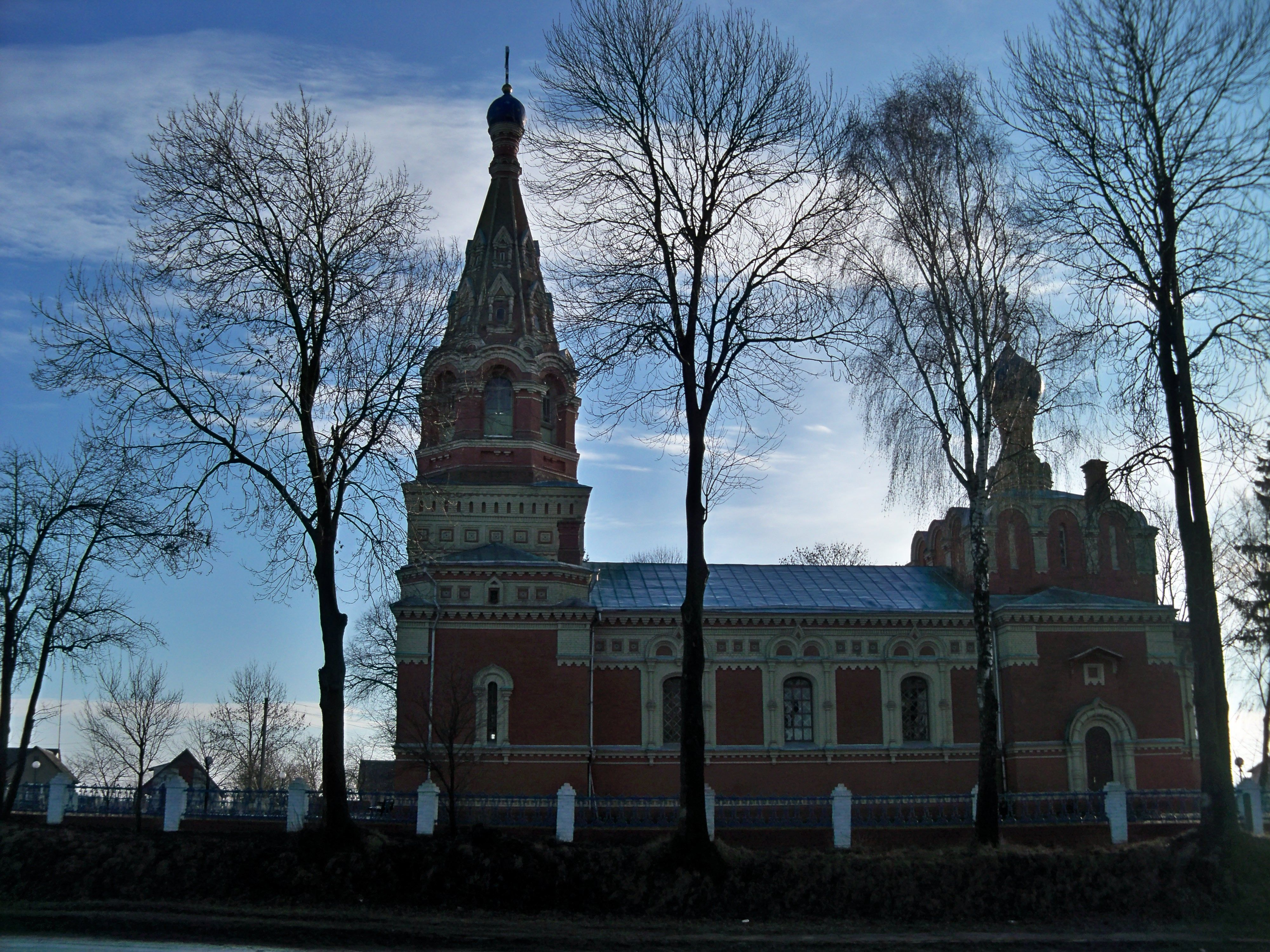
Дмитрівська церква

У 1905 р. церкву збудовано за кошти італійського графа Рафаїла де Боссаліні та його дружини Катерини, а проект затвердив Правлячий Синод Руської Православної Церкви. До цього часу у селі функціонувала дерев'яна церква Зачаття святої Анни, яка маленькою за розмірами і не могла вмістити усіх прихожан. Тоді землевласник граф Рафаїла де Боссаліні, що перебував на службі у російського царя, вирішив збудувати новий мурований храм.

## Архітектура
Архітектура храму поєднує різноманітні напрями і стилі: стіни — прямокутні, мов рубані, які використовувалися у будівництві класичних костелів; круглі бані яскравих кольорів характерні для православного стилю. Церква прикрашена двома невеликими куполами синього кольору.

## Унікальні ікони
Усередині храму є різноманітні розписи 20 століття і дерев'яний іконостас.Слід відзначити, що у музеї волинської ікони зберігається унікальний образ Святого Миколая. Біля голови Святого Миколая зображені постаті Христа і Матері Божої, а сам Миколай зодягнений у жовтий підризник, краї якого мають багатий орнамент, червоний сакос, прикрашений золотим орнаментом, та зелено-срібний хрещатий омофор.

## Дивитись також
- Костел Святої Анни (Ковель);
- Костел Святої Анни (Хмельницький);
- Церква Воздвиження Чесного Хреста.